# Вещиците (филм, 1990)
„Вещиците“ (на английски: The Witches) е комедия на ужасите от 1990 година на режисьора Никълъс Роег, продуциран от Джим Хенсън, адаптация на едноименния детски роман на Роалд Дал от 1983 г. Във филма участват Анжелика Хюстън, Май Цетерлинг, Роуън Аткинсън и Джейсън Фишър.
Филмът е продуциран от Джим Хенсън Продъкшънс за Лоримар Филм Ентъртеймънт и е последния филм продуциран от Лоримар, преди компанията да се влее в Уорнър Брос през 1993 г.